# Chrionema squamiceps
Chrionema squamiceps är en fiskart som beskrevs av Gilbert, 1905. Chrionema squamiceps ingår i släktet Chrionema och familjen Percophidae. Inga underarter finns listade i Catalogue of Life.